# 대학과목 선이수제
대학과목 선이수제는 고등학생이 대학 수준의 과목을 학습하고, 그 결과를 대학 입학 후 학점 등의 방식으로 인증받을 수 있도록 하는 제도이다. 대한민국은 UP(University-Level Program)라는 이름으로 시행하고 있으며 미국에는 AP(Advanced Placement), 영국에는 A-Level, 유럽에서 시작되어 현재는 전 세계의 학생들이 하는 IB(International Baccalaureate)가 있다.

## 대한민국의 대학과목 선이수제(UP, University-Level Program)

### 대학과목선이수제의 운영
한국대학교육협의회(대교협)에 의해 운영되는 대학과목선이수제(UP, University-Level Program)는 고등학생이 대학에서 강좌를 듣고, 그 대학에서 평가받는 방식으로 되어 있다. 고등학생이 대학에서 강의를 들어야하기 때문에 아직 학기 중에는 운영되고 있지 않으며 방학을 이용하여 운영되고 있다. 대개 20명 내외로 한 반을 구성하며, 시행대학의 교수가 직접 가르치며 일반적으로 1명의 조교를 활용하여 실제 대학생들이 배우는 강좌와 동일한 방식으로 운영되고 있다.
대교협은 이러한 고등학교 시절의 학습활동이 향후 대학에서까지 활용될 수 있도록 이수 및 성적DB를 관리한다. 협약대학 내에서는 어느 대학에서 학점을 취득하든 모든 대학교에서 그 학점을 상호 인정받을 수 있다. 예를 들면, A대학에서 학점을 취득하든, B대학에서 학점을 취득하든 자신이 C대학에 입학하면 그 학점을 C대학에서 인정받을 수 있는 것이다. 이렇게 모든 대학에서 학점을 인정받을 수 있도록 하기 위하여 대교협에서는 표준교육과정을 개발하여 학점인정의 신뢰성을 높였다. 대학과목선이수제를 운영하는 대학들은 표준교육과정에 부합하는 강의계획과 운영총론 및 규정에 따라 운영계획을 세우고, 이에 대한 대교협의 심사 승인을 거쳐 운영하게 된다. 국가 수준의 교육과정으로 배포되는 표준교육과정에 따르고 있으며, 대학에서 직접 지도하기 때문에 이 학점이 인정될 수 있는 것이다.
대략적인 운영방법은 다음과 같다.
- 1단계 - 교육기관 등록: 대학이 제출한 서류에 대한 대교협의 심사 승인. 표준교육과정에 입각한 강의계획서와 운영총론 및 규정에 따른 운영계획서 제출. 강의계획서에는 담당교수, 지도방법, 진도, 학생선정방법 등을 명시해야함.
- 2단계 - 수강신청 및 서류접수: 학생은 6월과 12월에 대학과목선이수제 홈페이지를 통해 수강신청을 하고, 해당대학이 서류제출을 원할 경우 서류를 수강신청한 대학에 제출해야함.
- 3단계 - 학생선정: 각 대학은 신청 학생들을 심사하여 수강대상을 선정.
- 4단계 - 과정이수: 대학에서 약 3주간 교육실시
- 5단계 - 평가: 표준화된 평가기준에 의거하여 개별 대학에서 평가
- 6단계 - 이수결과처리: 개별 대학에서 데이터를 대교협으로 전송. 대교협은 데이터를 관리하고 시도교육청을 통해 고교로 데이터 전송. 고교에서는 학생생활기록부에 이수여부 기재.
- 7단계 - 이수결과활용: 대학 입학 후 학생이 대학으로 학점신청서 제출.

위에서 알 수 있겠지만 대학과목선이수제에서 대학의 자율성이 굉장히 높게 보장되어 있다. 기본적인 표준교육과정과 성취평가기준에 의거하지만, 학생 선발권과 교육 및 평가가 모두 대학 자율에 의한 제도이다. 또한 이수결과 또한 대학에서 자율적으로 대학의 교육과정과 학칙에 맞게 다양한 방법으로 인정할 수 있다. (졸업학점에 포함 / 평점평균 반영 / 대체과목 면제 중 선택 - 중복 가능) 다만 2012학년도 대학입학전형 기본사항(2010.8)에 의하면 대학과목선이수제의 이수여부 및 결과는 대학입학 후 학점인정 자료로만 활용하고, 입학전형자료로 활용하지 않도록 되어있다. 따라서 대학은 대학과목선이수제를 입학전형자료로 활용할 수는 없지만, 학생은 학교생활기록부에 기재된 사실을 활용할 수 있다. 이수여부는 이수증 출력으로 증빙이 되지만, 정확한 성적은 향후 대입 후 학점인정 등의 이수결과 활용을 위해 사용되는 것이므로 증빙이 되지 않는다.

### 대학과목 선이수제의 역사
2005, 2006년에 시도교육청과 대학의 협약으로 시범운영을 거쳤으며, 2007년 여름부터 대교협의 주관으로 본격 실시되었다. 그 전까지는 개별 대학에서 실시한 체제였기 때문에 다른 학교에서 학점을 취득하면 인정받을 수 없었다. 즉, A대학교에서 선이수제로 취득한 학점은 오직 A대학에서만 인정받았을 뿐이다. 이와 같은 제도를 운영한 대표적인 학교로는 연세대학교와 고려대학교를 들 수 있다. 2005년도에 발표되어 2007년에 시작한 대학과목 선이수제는 다음과 같은 교과의 표준교육과정이 개발되어 운영하고 있다.
<표준교육과정 교과 및 강좌>
- 수학 - 미적분학1·2, 통계학
- 물리학 - 일반물리학1·2, 일반물리학 실험1·2,
- 화학 - 일반화학1·2, 일반화학 실험1·2
- 생물학 - 일반생물학1·2, 일반생물학 실험1·2
- 과학사 - 과학사
- 컴퓨터과학 - 컴퓨터과학
- 환경과학 - 환경과학
- 글쓰기 - 글쓰기
- 영어 - 영작문
- 경제학 - 미시경제학, 거시경제학

대교협이 주관한 대학과목선이수제의 운영현황을 살펴보면 다음과 같다.
- 2007년: 19개 대학 57개 강좌 운영, 858명 수강
- 2008년: 15개 대학 45개 강좌 운영, 897명 수강
- 2009년: 13개 대학 36개 강좌 운영, 742명 수강
- 2010년: 14개 대학 36개 강좌 운영, 713명 수강

### 대학과목 선이수제의 근거
고등교육법 23조는 아래와 같다.

제23조(학점의 인정 등) ① 학교는 학생이 다음 각 호의 어느 하나에 해당하는 경우(해당 학교에 입학하기 전의 경우를 포함한다)에 학칙으로 정하는 바에 따라 이를 해당 학교에서 취득한 학점으로 인정할 수 있다.<개정 2007.7.13, 2008.3.28>
1. 국내·외의 다른 학교에서 학점을 취득한 경우
2. 「병역법」에 따른 징집·소집 또는 지원에 의하여 입영 또는 복무 중인 자(이하 “입영 또는 복무 중인 자”라 한다)가 해당 기관에서 제공하는 교육·훈련과정 중 「학점인정 등에 관한 법률」 제3조의 규정에 따라 평가인정을 받은 과정을 이수하여 학점을 취득한 경우
3. 국내외의 고등학교와 국내의 제2조에 따른 각 호의 학교(다른 법률에 따라 설립된 고등교육기관을 포함한다)에서 대학교육과정에 상당하는 교과목을 이수한 경우

②학교는 입영 또는 복무 중인 자에 대하여 「병역법」 제73조제2항의 규정에 따라 휴학 중 학점취득을 위한 등록을 허용하는 경우 대통령령이 정하는 범위 안에서 학칙이 정하는 바에 따라 취득할 수 있는 학점의 상한을 정할 수 있다.[전문개정 2007.1.19] 

바로 고등교육법 제23조에서 "(해당 학교에 입학하기 전의 경우를 포함한다)"와 "3. 국내외의..."를 근거 삼아 UP의 학점인정이 시행될 수 있는 것이다. 이것이 포함되도록 개정된 것은 2007년 7월 13일이며, 대학과목 선이수제 시범실시 시행일시와 동일하다. 아래는 2007년 7월 13일 개정된 고등교육법 제 23조이다.

제23조(학점의 인정 등) ①학교는 학생이 다음 각 호의 어느 하나에 해당하는 경우(해당 학교에 입학하기 전의 경우를 포함한다)에 대통령령으로 정하는 범위 안에서 학칙으로 정하는 바에 따라 이를 해당 학교에서 취득한 학점으로 인정할 수 있다.<개정 2007.7.13> <시행일 2008.1.1>
1. 국내·외의 다른 학교에서 학점을 취득한 경우
2. 「병역법」에 따른 징집·소집 또는 지원에 의하여 입영 또는 복무 중인 자(이하 “입영 또는 복무 중인 자”라 한다)가 해당 기관에서 제공하는 교육·훈련과정 중 「학점인정 등에 관한 법률」 제3조의 규정에 따라 평가인정을 받은 과정을 이수하여 학점을 취득한 경우
3. 국내외의 고등학교와 국내의 제2조에 따른 각 호의 학교(다른 법률에 따라 설립된 고등교육기관을 포함한다)에서 대학교육과정에 상당하는 교과목을 이수한 경우

②학교는 입영 또는 복무 중인 자에 대하여 「병역법」 제73조제2항의 규정에 따라 휴학 중 학점취득을 위한 등록을 허용하는 경우 대통령령이 정하는 범위 안에서 학칙이 정하는 바에 따라 취득할 수 있는 학점의 상한을 정할 수 있다.[전문개정 2007.1.19]

개정 전의 조문은 아래와 같다.

제23조(학점의 인정 등) ① 학교는 다음 각 호의 어느 하나에 해당하는 학점을 대통령령이 정하는 범위 안에서 학칙이 정하는 바에 따라 당해 학교에서 취득한 학점으로 인정할 수 있다.
1. 국내·외의 다른 학교에서 취득한 학점
2. 「병역법」에 따른 징집·소집 또는 지원에 의하여 입영 또는 복무 중인 자(이하 “입영 또는 복무 중인 자”라 한다)가 해당 기관에서 제공하는 교육·훈련과정 중 「학점인정 등에 관한 법률」 제3조의 규정에 따라 평가인정을 받은 과정을 이수하여 취득한 학점

② 학교는 입영 또는 복무 중인 자에 대하여 「병역법」 제73조제2항의 규정에 따라 휴학 중 학점취득을 위한 등록을 허용하는 경우 대통령령이 정하는 범위 안에서 학칙이 정하는 바에 따라 취득할 수 있는 학점의 상한을 정할 수 있다. [전문개정 2007.1.19]

## 외국의 대학과목 선이수제
대한민국의 대교협에서 실시하는 대학과목선이수제의 정식 영문명칭은 University-Level Program(UP)이다. 종종 미국의 AP와 혼동되곤 하는데 AP는 미국의 기관(ETS, Educational Testing Service)에서 실시하는 대학과목선이수제이다. UP와 유사한 제도로 미국에는 AP(Advanced Placement), 영국에는 A-Level, 국제통용제도로는 IB(International Baccalaureate)가 있다.
세계적으로 많은 대학들이 인정하는 IB는 유럽의 'International Baccalaureate Organization'(IBO)이 1968년부터 개발하여 시행하였다. 1970년대 유럽국가들이 단일체계를 지향하는 과정에서 교육분야에서 고안된 방법인 것이다. 보통 고등학교 2, 3학년 때 IB를 수강한다. IB의 특징으로는 이것은 고등학교 교육과정임과 동시에 시험이라는 점이다. 즉 IB과정을 이수하고, 또 그 과정의 최종시험을 통과해야지만 점수가 나온다. 또 IB는 대한민국의 대학수학능력시험과 비슷하게 대학입학시험의 역할을 한다. 즉 이것으로 대학이 거의 결정되며 낮은 내신성적을 극복할 수 있다.
IB는 6개 과목을 필수적으로 선택해야하는 구조로 되어 있다. 모국어 한 과목, 외국어 한 과목, 자연과학 한 과목, 인문사회과학 한 과목씩 필수적으로 선택해야 하며 원한다면 예체능 계열 과목을 하나 선택할 수 있다. 각 과목을 7단계로 나누어서 평가하며, 최고 등급이 7단계이다. 6개과목의 7점에 TOK(Theory of Knowladge)와 논문에서 나오는 3점의 추가점수를 합산해 45점 만점으로 평가한다.
AP(Advanced Placement)는 미국대학 진학에 가장 유리한 제도로, 5점 만점으로 평가한다. 6개를 꼭 채워야 하는 IB와 달리 과목을 자유롭게 선택할 수 있으며, 해당 과목을 필수로 이수하지 않아도 매년 5월에 보는 시험을 볼 수 있다. 또한 IB 프로그램에서는 모든 과목을 2년에 거쳐 배우지만 AP에서는 대부분 과목들을 1학기 또는 1년 안에 끝내기 때문에 배우는 속도가 IB보다 일반적으로 더 빠르다. 일반적으로 10학년때부터 AP과목을 수강할 수 있는 자격이 주어진다. 학생들은 대개 SAT나 ACT라는 고등학교 수준 평가시험와 같이 준비하며 대학 또한 AP와 SAT 두가지를 모두 참고한다. 대한민국에서 가장 널리 알려져 있는 외국 선이수제이며, 유학준비를 위해 외고나 민족사관고등학교, 하나고등학교, 학원 등에서 가르치고 있다. 또 우리나라의 몇몇 고등학교가 AP시험을 볼 수 있도록 AP Center로 지정되어 있다.
AP의 5점 척도는 다음과 같다.
- 5점 = 대학에서 본과목 수강시 A의 성적이 예상됨
- 4점 = 대학에서 본과목 수강시 B의 성적이 예상됨
- 3점 = 대학에서 본과목 수강시 C의 성적이 예상됨
- 2점 = 대학에서 본과목 수강시 D의 성적이 예상됨
- 1점 = 대학에서 본과목 수강시 F의 성적이 예상됨

A-Level은 영국의 제도로, 영국 대학 진학에 유리하다. A-level 과정은 대학진학(또는 취업)에 필요한 과목(3과목)을 집중적으로 공부하여 취득하는 학력인정시험으로 AS(Advanced Subsidiary, 1년차), A2(2년차)으로 구분한다. 과목당 1년에 3 단위(module), 2년 동안 6 단위를 이수하게 되고 단위별로 시험을 실시한다. 세 개의 기관, OCR(Oxford, Cambridge, and RSA), AQA(Assessment and Qualifications Alliance), Edexcel, 이 시험을 주관하고 있다.
이 제도들과 대한민국에서 시행되는 UP와 가장 큰 차이점은 역시 대학입시와 연계된다는 점을 꼽을 수 있다. 전문가들은 활성화를 위해서는 대학입시와의 연계를 촉구한다. 활성화시키려면 우수한 학생들을 가르치려는 대학의 입장을 충족시켜야 하는데, 우수한 학생들이 대학입시 외의 일에는 관심이 없으니 연계시켜야한다는 지적이다. 하지만 대한민국의 과도한 입시과열을 고려할 때, 선이수제가 대입과 연계된다면 사교육 시장이 요동칠 것이며 학생들의 학업증가 등 부작용이 우려되기 때문에 교육당국으로써도 진퇴양난에 빠진 양상이다.